# Vrijstelling van arbeidsprestaties-dag
De vrijstelling van arbeidsprestaties-dag (VAP-dag) of arbeidsduurverkorting (ADV) is in België een recuperatiedag die aan een aantal werknemers zoals onder meer verpleegkundigen, zorgkundigen en kinesitherapeuten in de gezondheidssector, welzijnssector en aanverwante sectoren wordt toegekend vanaf het moment dat deze werknemers een zekere leeftijd bereiken. Soms worden deze dagen "rimpeldagen" genoemd.
Er zijn verschillende systemen, waarbij bijvoorbeeld verpleegkundigen in sommige sectoren kunnen kiezen om hun extra verlofdag om te zetten in een hogere verloning. Bij het bereiken van de leeftijd van 45 jaar, krijgt men doorgaans één dag per maand, op 50-jarige leeftijd twee, op 55 drie. De dagen kunnen niet opgespaard worden. Ze worden dusdanig door de werkgever toegekend dat de continuïteit van dienstverlening in de betrokken instelling niet in gevaar komt.
Het systeem werd in 2000 ingevoerd om de uitstroom in de zorgsector te verminderen. In 2016 staat de regeling, wegens besparingsmaatregelen, ter discussie.